# قسام (اسم)
قسام هو اسم علم مذكر من أصل عربي، ومعناه هو الذي يكثر من القسمة بين الناس، المجزئ، العادل.

## وصلات خارجية
- موسوعة السلطان قابوس لأسماء العرب نسخة محفوظة 5 أبريل 2019 على موقع واي باك مشين.